# Aphthona malaisei
Aphthona malaisei es una especie de  coleóptero de la familia Chrysomelidae. Fue descrita científicamente por primera vez en 1939 por Bryant.